# Lista de publicações de Spirou e Fantásio
Esta lista é um resumo das histórias de banda desenhada de Spirou e Fantásio, desenhados por Franquin.

## L'héritage de Spirou / Fantásio e o seu Tanque
- Jornal Spirou  - L'Heritage - N.º 453 (19.12.1946) ao 491 (11.09.1947) ; 39 pranchas,  Franquin.
- Álbum fora de série n.º 1:  L'Heritage (+ Le Tank), © Dupuis 1976 .

Spirou herda de seu tio uma casa velha e desabitada com alguns segredos. Spirou e Fantásio acabam por ir a África à procura de um tesouro.
- Le Tank surge no Almanaque Spirou, 1947; 12 pranchas. Fantasio compra um tanque a um soldado provocando um quantidade de catástrofes.

## Les Maisons Péfabriquées / Radar le Robot
- Jornal Spirou: Les Maisons Péfabriquées -  Jijé desenha n.º  422 (23.05.1946) ao n.º  426 (13.06.1946) ; Franquin desenha n.º 427 (20.06.1946) ao n.º 442 (03.10.1946) ; 16  pranchas. Fantasio vende casas préfabricadas juntamente com Spirou.

- Jornal Spirou:  Radar le Robot, 1947.
- Álbum fora de série n.º 2 Radar le Robot, (+ Les Maisons Péfabriquées), © Dupuis 1976.

Uma pequena vila está aterrorizada com um carro fantasma e Spirou et Fantásio vão lutar contra Samovar, um sábio e o seu robot.

## Um Natal Clandestino
- Jornal Spirou: Un conte de Noël - N.º 448 (14.11.1946) ao 452 (12.12.1946) ; 5 pranchas.

## 4 Aventuras de Spirou e Fantásio
- Álbum n.º 1, "Quatre aventures de Spirou et Fantasio, (+Spirou et les Plans du Robot), (+Spirou Sur Le Ring), (+Spirou Fait du Cheval), (+Spirou Chez Les Pygmées), © Dupuis 1950"
- Spirou e os Planos do Robot: Jornal Spirou - N.º 522 (15.04.1948) ao 540 (01.08.1948); 15 pranchas. Dois ladrões resolvem roubar os planos do robot do sábio Samovar.
- Spirou no Ringue: Jornal Spirou - N.º 541 (26.08.1946) ao 566 (17.02.1949) ; 26 pranchas. Spirou vai confrontar Poildur num combate de boxe. Com o dinheiro vai financiar um ginásio desporto para miúdos.
- Spirou Cavaleiro: Jornal Spirou - N.º 567 (24.02.1949) ao 574 (14.04.1949); 8 pranchas. Um Fantasio snob resolve andar de cavalo. Spirou vai montar um cavalo completamente louco.
- Spirou No País dos Pigmeus: Jornal Spirou - N.º 589 (28.07.1949) ao 616 (02.0219.50); 27 pranchas. Graças a um Leopardo, Spirou e Fantásio conhecem o imperador de Lilipanga. Este pequeno país encontra-se em guerra entre duas tribos de pigmeus.

## O Feiticeiro de Talmourol
- Il Y a un Sourcier à Champignac- Jornal Spirou - N.º 653 (19.10.1950) ao 685 (31.05.1951); 57 pranchas.
- Álbum nº 2, Il Y a un Sourcier à Champignac, © Dupuis 1951.

Spirou e Fantásio vão acampar para Champignac e ocorrem fenómenos muito estranhos, acabando por perceber que por detrás desses acontecimentos está o Conde de Champignac. O Conde de Champignac, Pacôme Hégésippe Adélard Ladislas, aparece pela 1ª vez nesta história. É um cientista que vive num castelo em Champignac, especializou-se em cogumelos e a ele se deve inúmeras invenções. Surge também a tão conhecida vila de Champinhac com os seus habitantes. Franquin cria um mundo de divertidos gags e de personagens: Gustave Labarbe o Presidente da Câmara é um desses personagens, sempre disposto a discursar e a eleger estátuas com sua esfinge, como também a sucederem-lhe inúmeros percalços, causados pelas invenções do Conde. Está sempre acompanhado pelo seu fiel secretário, Duplumier; pelo bêbado da vila,  Dupilon; Jerome, o polícia; Lucien, o dono do café; o miúdo Noël, etc.

## Os Chapéus Negros
- Les Chapeaux Noirs, Franquin - Jornal Spirou - N.º 617 (09.02.1950) ao 635 (15.06.1950) ; 19 pranchas.
- Álbum nº 3 : Les Chapeaux Noirs © Dupuis 1952 (+Mystére à la Frontiére - Franquin + Les Hommes Grenouilles - Jijé + Comme une Mouche au Pafond - Jijé) .

Spirou et Fantásio partem para o Far-West para verificar como vivem os cow-boys nos dias de hoje.
- Mystère à la Frontière : Jornal Spirou - N.º 636 (22.06.50) ao 652 (12.10.50) ; 17 pranchas. Spirou et Fantásio descobrem que os traficante utilizavam aviões telecomandados para passarem droga na fronteira.

## Spirou e os Herdeiros
- Jornal Spirou - N.º 693 (26.07.1951) ao 726 (13.03.1952) ; 59 pranchas.
- Álbum nº 4: Spirou et les Héritiers, © Dupuis 1953.

Para receberem a herança de um tio, Fantásio e o seu primo Zantáfio, têm de realizar  três façanhas: 1º- inventar  um aparelho original e de interesse público (surge então o famoso fantacóptere); 2º - pilotar automóveis de corrida num Grande Prémio; 3º - capturar um Marsupilami. O Marsupilami surge então, pela primeira vez a 31 de Janeiro de 1952 no jornal do Spirou.

## O Roubo do Marsupilami
- Jornal Spirou - N.º 729 (03.04.52) ao761 (13.11.52) ; 58 pranchas
- Álbum nº 5: Les Voleurs du Marsupilami, © Dupuis 1954

Zabaglion, director do Circo Zabaglion, contrata Valentin Mollet, um jogador de futebol, para roubar o Marsupilami de forma a transformá-lo na atracção principal do Circo. Spirou e Fantásio, com a ajuda de uma das invenções do Conde de Champignac, as pílulas Caméléon, conseguem introduzir-se no Circo e salvar o animal.

## O Chifre do Rinoceronte
- Jornal Spirou - N.º 788 (21.05.1953) ao 797 (23.07.1953) ; 18 pranchas.
- Álbum nº 6: La Corne du Rhinocéros, © Dupuis 1955.

Toothbrush e o colega, pretendem roubar os planos do novo Turbot-Rhino da Fábrica de Automóveis Turbot, e Martinho, um dos pilotos da Turbot, consegue fugir para M'Saragba em Africa, e entregar o microfilme ao rei da tribo dos Wakukus. O rei captura um rinoceronte, faz um buraco no chifre e coloca aí o pequeno objecto. Spirou e Fantasio, depois de muitas "caçadas", conseguem encontrar o microfilme e a Turbot oferece-lhes o Turbot-Rhino, o primeiro protótipo de tracção à frente com Turbopropulsor. A personagem Seccotine, repórter de Moustique, aparece pela primeira vez nesta história.

## O  Ditador e o Cogumelo
- Jornal Spirou - N.º 801 (20.08.1953) ao 838 (06.05.1954) ; 60 pranchas.
- Álbum nº 7: Le Dictateur et le Champignon, © Dupuis 1956.

Spirou e Fantásio resolvem  devolver o Marsupilami à floresta na Palômbia, mas quando lá chegam deparam-se com  um ditador, o General Zantas, que não é senão Zantáfio primo de Fantásio, que pretende organizar um exercito e invadir o território vizinho a República de Guaracha. Com a ajuda de Secotine conseguem que o Conde de Champinhac lhes envie uma das suas invenções, Metolmol um líquido que torna todo o metal mole, acabando por derreter, os carros, tanques, e aviões do General Zantas e evitar a guerra.

## A Máscara Misteriosa / Não façam Mal aos Pintarroxos
- Jornal Spirou - N.º 840 (20.05.1954) ao 869 (09.12.1954) ; 53 pranchas.
- Álbum nº 8: La Mauvaise Tête © Dupuis 1956.

Fantásio rouba a máscara da rainha Nefersisit em ouro maciço numa cerimónia que estava a ser gravada para o telejornal na TV. Spirou é o único que acredita na inocência do amigo e consegue descobrir que Zantáfio está por detrás do roubo e salvar Fantásio.
- Touchez pas aux Rouges-Gorges : Na propriedade do Conde de Champignac, o  marsupilami vela por uns ovos de pintarroxos.

## O Refúgio da Moreia
- Jornal Spirou - N.º 871 (23.12.1954) ao 904 (11.08.1955) ; 60 pranchas.
- Álbum nº 9: Le Repaire de la Murène, © Dupuis 1957.

Um riquíssimo armador, Xenofonte Hamadrião, abre um concurso para inventarem um veículo submarino que permita descer a mais de 200 metros de profundidade no mar e aceder ao Discreto, um cargueiro, que se afundou no Cabo da Rosa. Com a ajuda de X4 - produto capaz de activar as faculdades cerebrais - o Conde de Champignac consegue inventar um submarino. Vários acidentes começam a acontecer a todos os concorrentes. Decidem partir para a costa Siderurvila e experimentar o submarino e descobrem que a Moreia, Capitão Jonh Helena está por detrás dos estranhos acontecimentos. Acabam também por descobrir que o Marsupilami é anfíbio.

## Os Piratas do Silêncio / La Quick Super
- Jornal Spirou - N.º 916 (03.11.1955) ao 940 (19.04.1956) ; 44 pranchas.
- Álbum nº 10: Les Pirates du Silence, (+ La Quick Super ) © Dupuis 1958.

Fantásio vai fazer uma reportagem sobre Incognito-City, a cidade mais snob do mundo, aonde vivem as celebridades e os milionários que pretendem fugir aos jornalistas. Consegue descobrir que Juan Corto dos Orejas e Rabo raptou o Conde de Champignac e que pretende assaltar a cidade, utilizando o Gás Soporífero do Conde. Neste enredo o Marsupilami fala pela primeira vez e diz "Juan Corto".
- 'La Quick Super' - Jornal Spirou - N.º 907 (01.09.1955) ao 915 (27.10.1955) ; 16 pranchas.

Spirou e Fantásio têm de fazer uma reportagem sobre os novos modelos de carro Quick.  Acontece que estes carros estão a ser misteriosamente roubados e a companhia de seguros pretende descobrir quem são os ladrões.

## O Gorila / Férias Sem História
- Jornal Spirou - N.º 944 (17.05.1956) ao 966 (18.10.1956); 40 pranchas.
- Álbum nº 11: Le Gorille a Bonne Mine, (+ Vacances Sans Histoire), © Dupuis 1959.

Spirou e Fantásio vão fazer uma reportagem em Kilimakali sobre os Gorilas e fotografá-los no seu meio ambiente. Mas vão deparar-se com um mistério, o Dr. Zwart, um velho excêntrico, desapareceu como também os indígenas, Wagundus, começaram a desaparecer.
- Vacances Sans Histoires - Jornal Spirou - N.º 1023 (21.11.1957) ao 1033 (30.01.1958) ; 19 pranchas.

Um monarca o Ibn-Mah-Zout destroi o carro de Fantasio acabando por oferecer aos dois amigos o novo modelo da Turbot o Turbotraction 2. É a primeira vez que o Gaston Lagaffe  aparece nesta historia.

## O Ninho dos Marsupilamis / A Feira dos Gangsters
- Jornal Spirou - N.º 969 (08.11.1956) ao 991 (11.04.1957); 40 pranchas.
- Álbum nº 12: Les Nids des Marsupilamis, (+La Foire aux Gangsters), © Dupuis 1959.

Seccotine, uma personagem criada por Franquin, vai à Palômbia fazer uma reportagem sobre a vida dos Marsupilamis e como estes se reproduzem - "Os primos da Palombia".
- La Foire aux Gangsters - Jornal Spirou - N.º 1034 (06.02.1958) ao 1045 (24.04.1958); 21 pranchas.

Soto Kiki pede ajuda a Spirou e Fantásio para salvarem um miúdo de uns raptores. O Gaston Lagaffe  aparece nesta historia.

## ODinossauroCongelado / O Medo do Outro Lado do Telefone
- Jornal Spirou - N.º 992 (18.04.1957) ao 1018 (17.10.1957) ; 47 pranchas.
- Álbum nº 13: Le Voyageur du Mésozoïque, (+La Peur au Bout du Fil), © Dupuis 1960.

O Conde de Champignac descobre um ovo de um Plateossauro congelado nos gelos do Antárctico e consegue aquecê-lo gradualmente com uma incubadora. Com a ajuda do X2, extracto de cogumelo que acelera a multiplicação e a evolução das células, provoca o envelhecimento acelerado do dinossauro, causando grandes perturbações no seio da comunidade da vila de Champignac.
- La Peur au Bout du Fil- Jornal Spirou - N.º 1086 (05.02.1959) ao 1092 (19.03.1959); 13 pranchas.

O Conde de Champignac consegue isolar as substâncias nocivas do X4 - produto capaz de activar as faculdades cerebrais, à base de cogumelos - telefona ao Spirou a contar a novidade e por erro, em vez do café, bebe a substância tornando-se mau. Engendra um plano para destruir a estátua do Presidente da Câmara com o metomol. Entretanto Spirou e Fantásio pedem ajuda ao cientista amigo do Conde.

## O Prisioneiro do Buda
- Jornal Spirou - N.º 1048 (15.05.1958) ao 1082 (08.01.1959); 61 pranchas.
- Álbum nº 14: Le Prisonnier du Bouddha, © Dupuis 1960.

Douglas LongPlaying, cientista de Física Nuclear, um dos inventores do GAG (Generador Atómico Gama - Aparelho que permite suprimir a gravidade, de modificar o clima, de fazer crescer a vegetação), é raptado pelos chineses. O Professor Nicolaivtch Inovskyev, também inventor do GAG, vai pedir ajuda ao Conde de Champignac, causando alguns distúrbios na vila de Champignac. Spirou, Fantásio, Spip e o Marsupilami com a ajuda do GAG vão salvar LongPlaying. Nota: Os Budas de Bamiyan, são 2 estatuas monumentais de budas em pé, escavados na rocha no vale de Bamiyan no centro de Afeganistão, a 230km a noroeste de Kaboul e a uma altitude de 2500m.

## Z Como Zorglub
- Jornal Spirou - N.º 1096 (16.04.1959) ao 1136 (21.01.1960) ; 61pranchas.
- Álbum nº 15: Z comme Zorglub, © Dupuis 1961,

Zorglub é uma personagem fascinante, criada por Franquin, surge em 1959, na história Z como Zorglub. É um cientista louco colega de faculdade do Conde de Champignac, inventor da Zorglonda, que permite aniquilar a vontade das pessoas. Cria um exército na Palômbia e pretende associar-se ao Conde de Champignac para a conquista do Universo e elevar a publicidade ao seu ponto mais alto, a Lua - "acoc-aloC". Fantásio e o polícia Jerome, são raptados e automatizados para fazerem parte dos ZorglHomens. O Conde, Spirou, Spip e o Marsupilami vão ter à base secreta de Zorglub e impedir o inevitável, acabando por convencer Zorglub a destruir todas as bases.

## A Sombra do Z
- Jornal Spirou - N.º 1140 (18.02.1960) ao 1183 (15.12.1960); 60 pranchas.
- Álbum nº 16:  L'ombre du Z, © Dupuis 1962,

Continuação da história Z Comme Zorglub. Zorglub mantém ainda uma base na Palômbia, e os habitantes, através da Zorglonda, são obrigados a comprar produtos de higiene fornecidos pelos ZorglHomens, gastando todas as suas economias e levando-os à miséria. Por detrás deste negócio está Zantáfio que assalta as lojas roubando todo o dinheiro das receitas. Zorglub torna-se vitima de uma das suas armas.

## Tesouro Submarino / Les Petits Formats
- Álbum nº 17: Spirou et les Hommes-Bulles, (+ Les Petits Formats), © Dupuis 1964
- Jornal  Le Parisien Libéré, fim dos anos 50.

No seguimento da história o Refúgio da Moreia. Andam à procura do tesouro do Discreto, o cargueiro que se afundou no Cabo da Rosa e a Moreia consegue fugir da prisão. Os novos submarinos, inventados pelo Conde, são destruídos restando apenas um e o Spirou vai pilotar esse submarino e descobre uma cidade submarina, Corália-A-Cidade-Bolha, uma quinta modelo, aonde vivem, cientistas, industriais e artistas.
- Les Petits Formats - Jornal  Le Parisien Libéré, fim dos anos 50; Jornal Spirou N.º 1272 (30.08.1962) ao 1302 (28.03.1963) ; 30 pranchas.

Fantásio desapareceu de Champignac. Spirou encontra-o como um boneco de 5cm de altura.

## QRN Sobre Bretzelburg
- Jornal Spirou - N.º 1205 (18.05.1961) ao 1237 (28.12.1961) e N.º 1304 (11.04.1963) ao 1340 (19.12.1963); 65  pranchas.

- Álbum nº 18: QRN Sur Bretzelburg, © Dupuis 1966

Franquin  começa a trabalhar em 1961 no álbum QRN sur Bretzelburg mas este só vai ser publicado em 1966. O Marsupilami engole um radio miniaturisado e provoca uma perturbação  nas  comunicações entre um radio amador, Switch e o rei de Bretzelburg (rei de um país fictício) que é prisioneiro do general Schmetterling. Fantásio é raptado em vez de Switch e é levado para a prisão Snapfurmich aonde o Dr Kilikil, uma personagem genial, o vai  torturar. Spirou, Switch, Spip e o Marsupilami vão para Bretzelburg salvá-los. No projecto inicial Franquin previa a intervenção de Zorglub, mas o editor Charles Dupuis opõe-se. Nota: Inicialmente tinha o nome de QRM Sur Bretzelburg.

## O Castelo do Sábio Louco / Bravo para os Brothers
- Jornal Spirou - N.º 1539 (12.10.1967) ao 1556 (08.02.1968); 37 pranchas.
- Álbum nº 19:  Panade à Champignac, (+ Bravo Les Brothers) © Dupuis 1969,

Continuação da história L'ombre du Z. O Conde de Champignac consegue descobrir um tratamento para a Zorglonda e Zorglub torna-se mentalmente num bebé de oito meses. Um dos melhores dos ZorglHomens rapta o mestre e o caos acontece e a vila de Champignac torna-se mais uma vez o palco de estranhos acontecimentos.
- Bravo Les Brothers - Jornal Spirou - N.º 1435 (14.10.1965) ao 1455 (03.03.1966) ; 22 pranchas.

Gaston Lagaffe oferece pelos anos a Fantásio 3 macacos que viveram num circo. E o impossível acontece, o escritório pára, e sucedem-se um interminável número de gafes e de catástrofes. Entretanto um indivíduo, o antigo mestre dos macacos, aparece e Spirou e Fantásio acabam por dar os animais a este homem. Este episódio surge em 1969 no Livro n.º 19, Panade à Champignac.

## Os Elefantes Sagrados / La Cage
- Jornal Le Parisien Libéré, 1959; Jornal Spirou - N.º 1721 (08.04.1971) ao 1723 (22.04.1971) ; 30 pranchas.
- Álbum nº 24: Tembo Tabou, (+La cage ), © Dupuis 1968

Spirou et Fantasio vão fazer uma reportagem a Africa sobre elefantes de cor vermelha. São acolhidos por uma tribo de pigmeus e resolvem uma série de mistérios.
- " La Cage" - As desventuras de um caçador, Bring Backalive, na tentativa de capturar um Marsupilami vivo.